# Nationalparker i Tanzania

Nationalparker i Tanzania. Nationalparkerna administreras av Tanzania National Parks (TANAPA) sedan 1959.

## Nationalparker
- Arusha nationalpark, 552 km2[2]
- Gombe Stream nationalpark, 52 km2[3]
- Jozani Chwaka Bay nationalpark, 50 km2[4]
- Katavi nationalpark, 4 471 km2[3]
- Kilimanjaro nationalpark, 1668 km2. Upptogs 1987 på Unescos världsarvslista.[5][6]
- Kitulo nationalpark, 442 km2[3]
- Mahale nationalpark, 1 613 km2[3]
- Manyara nationalpark, 330 km2[3]
- Mikumi nationalpark, 3 326 km2[7]
- Mkomazi nationalpark, 3 245km2[8]
- Ruaha nationalpark, 20 226 km2[9]
- Rubondo nationalpark, 457 km2[10]
- Saadani nationalpark, 1 062 km2[3]
- Serengeti nationalpark, 14 763 km2. Upptogs 1981 på Unescos världsarvslista.[11]
- Tarangire nationalpark, 2 850 km2[12]
- Udzungwabergens nationalpark, 1 990 km2[3]

## Övriga skyddade områden
- Ngorongoro naturskyddsområde, 8 094 km2. Upptogs 1979 på Unescos världsarvslista.[13]
- Selous viltreservat,  51 200 km2. Upptogs 1982 på Unescos världsarvslista.[14]

## Bilder

widths="246"
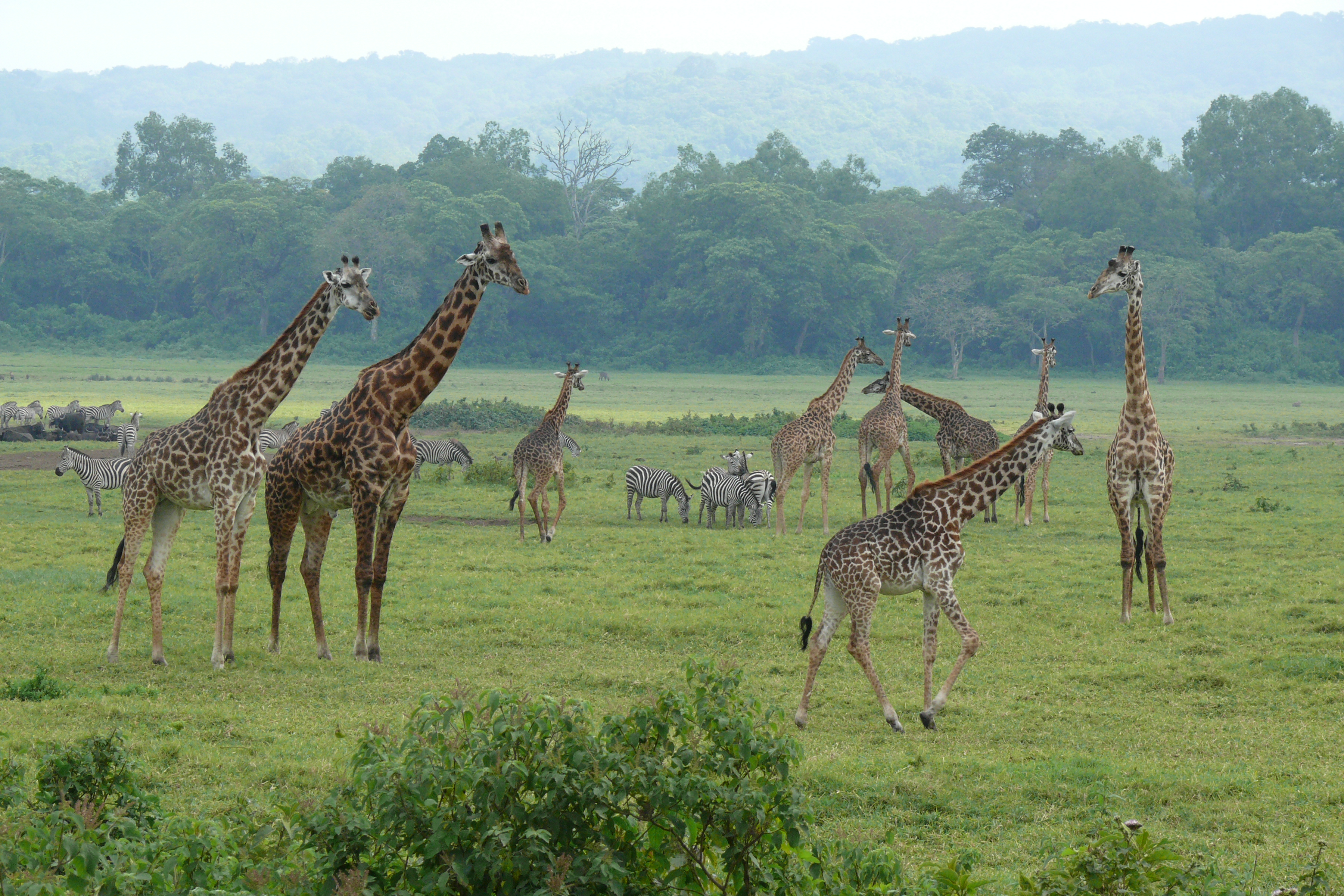
Giraffer i Arusha
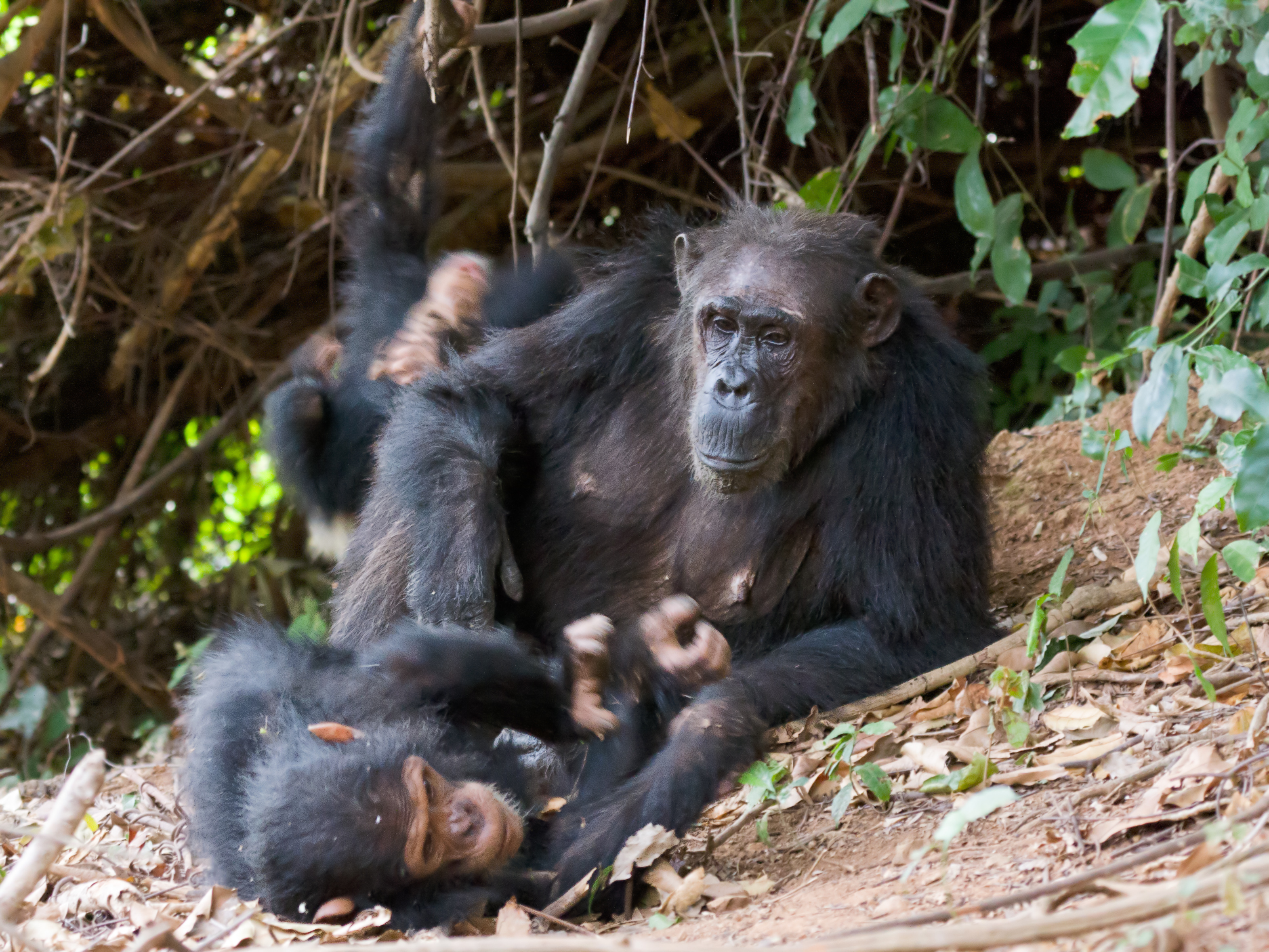
Schimpanser i Gombe
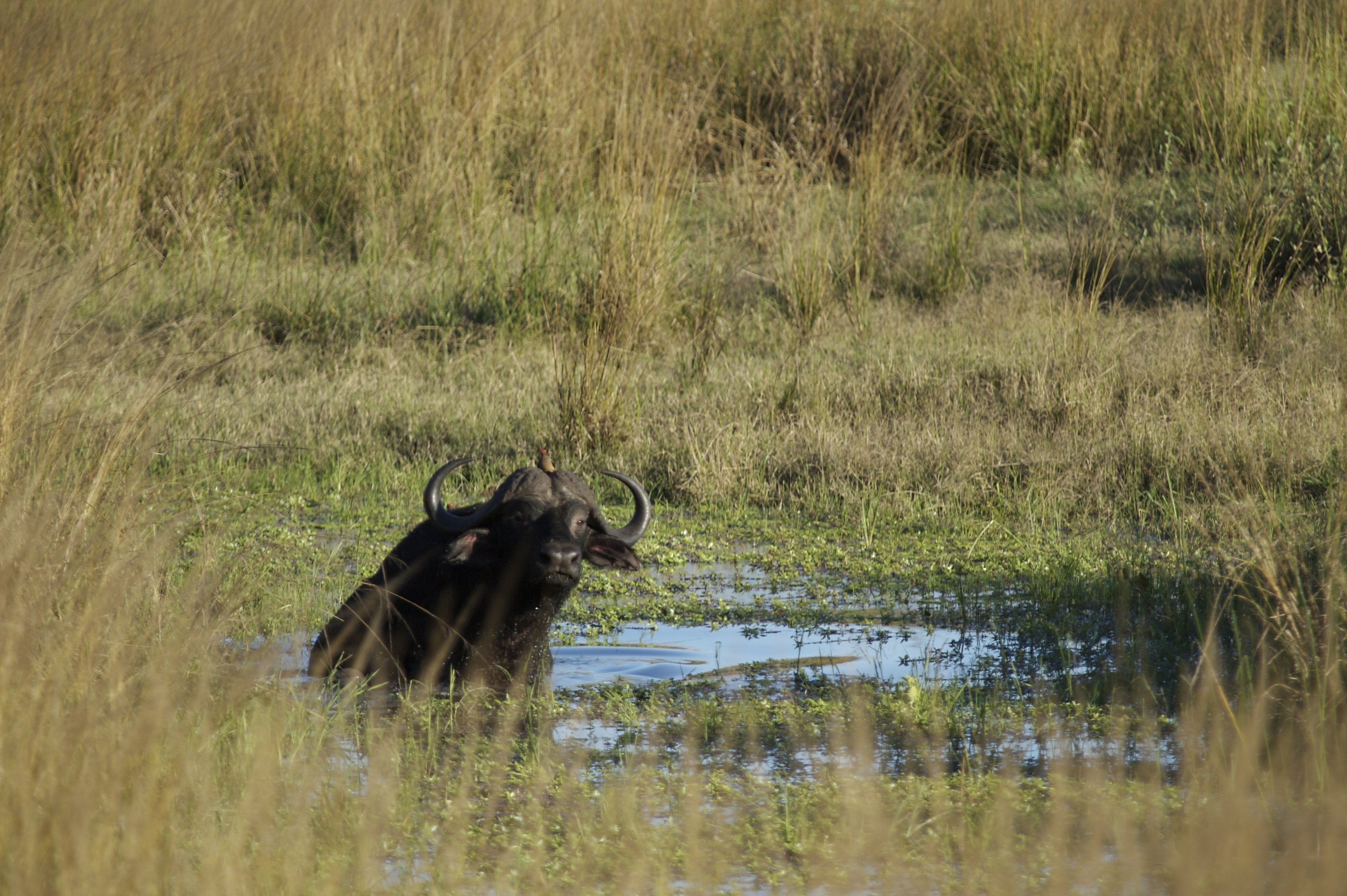
Buffel i Katavi
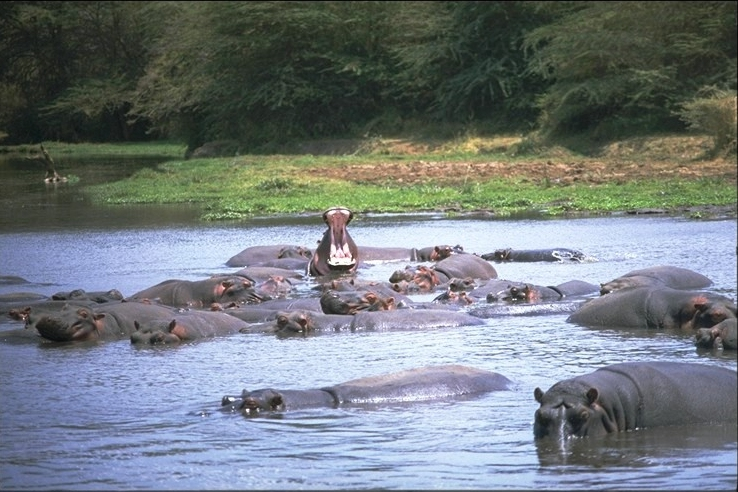
Flodhästar i Manyara
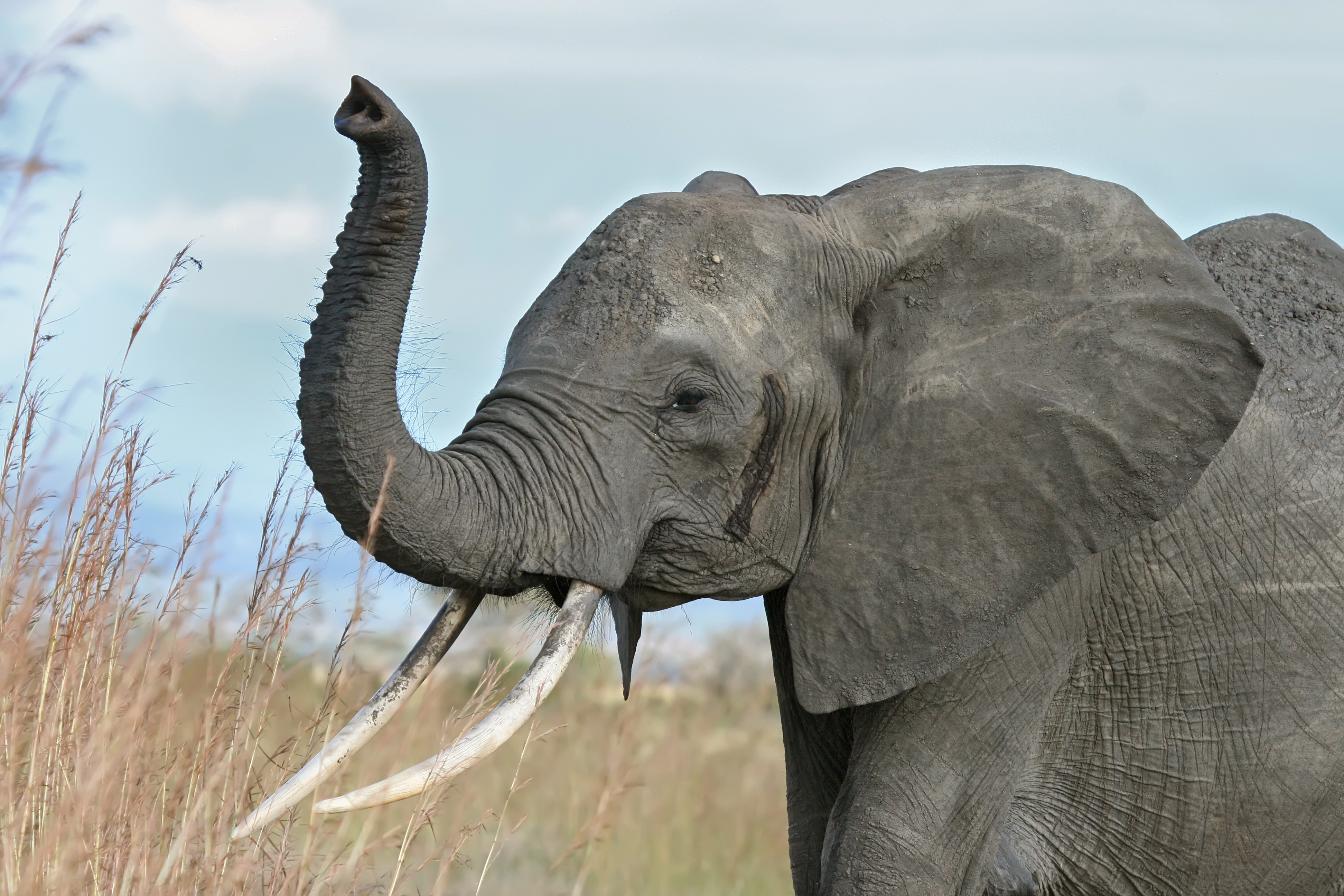
Elefant i Mikumi
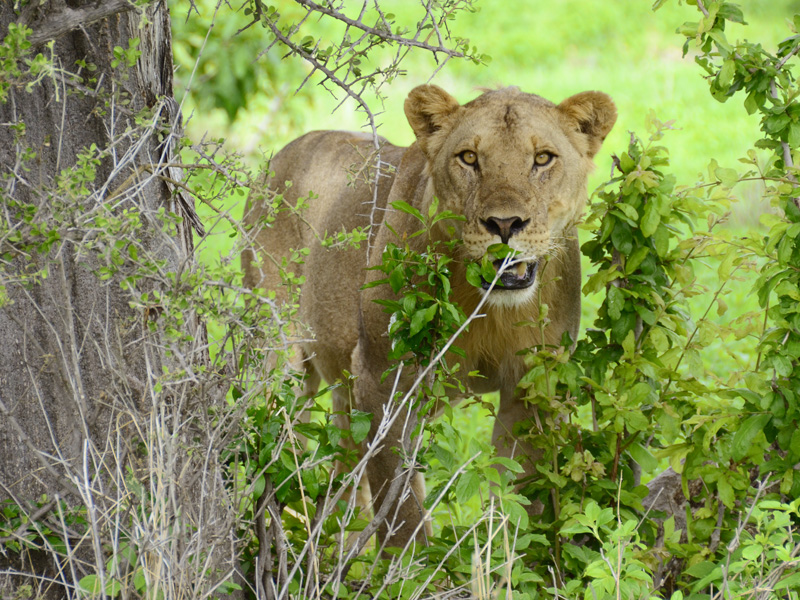
Lejon i Ruaha
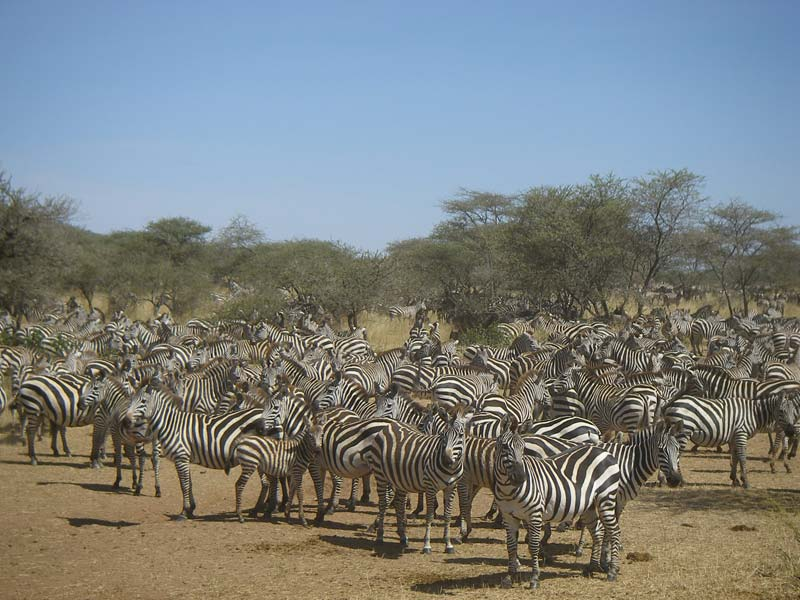
Zebror i Serengeti
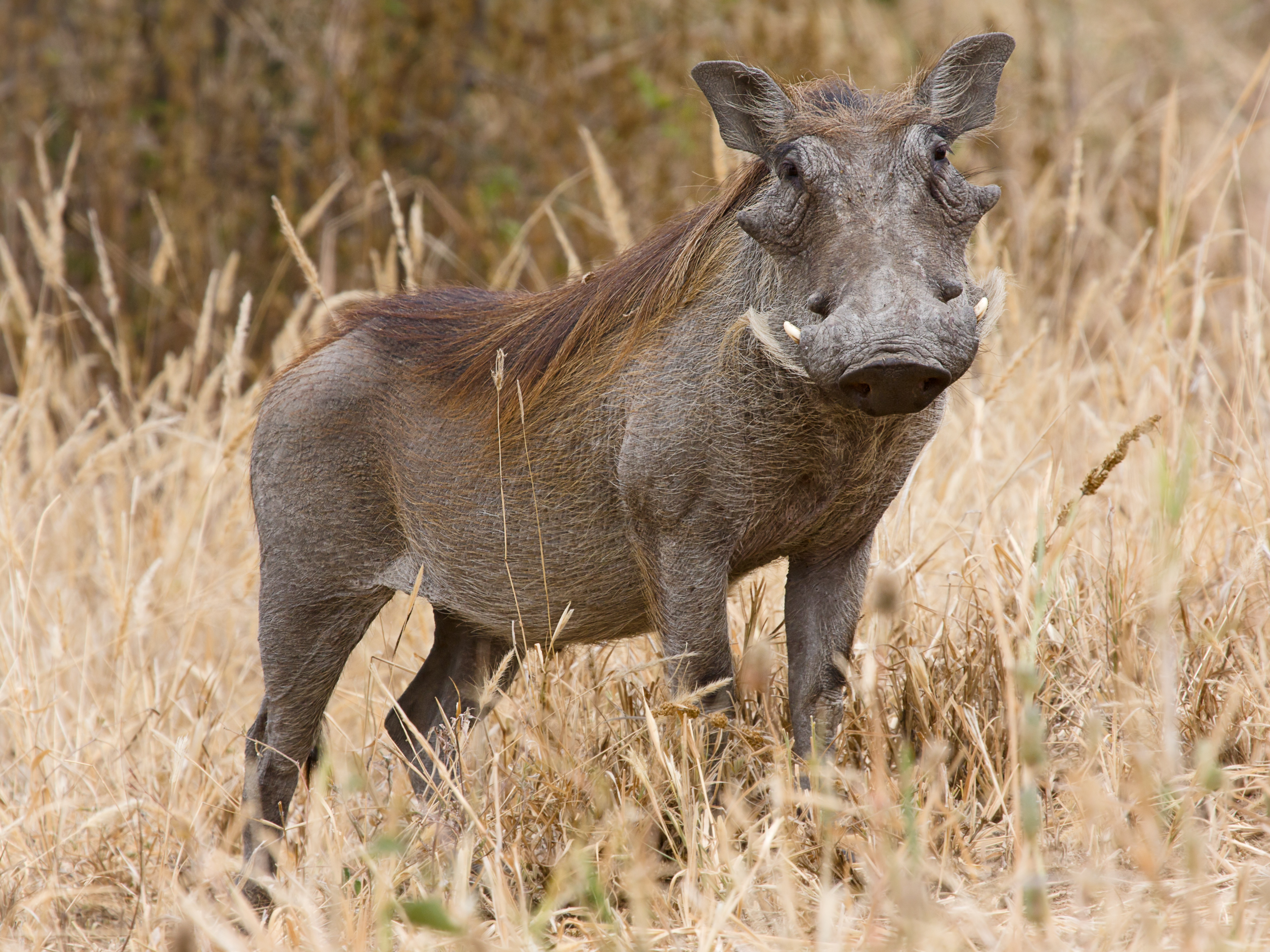
Vårtsvin i Tarangire
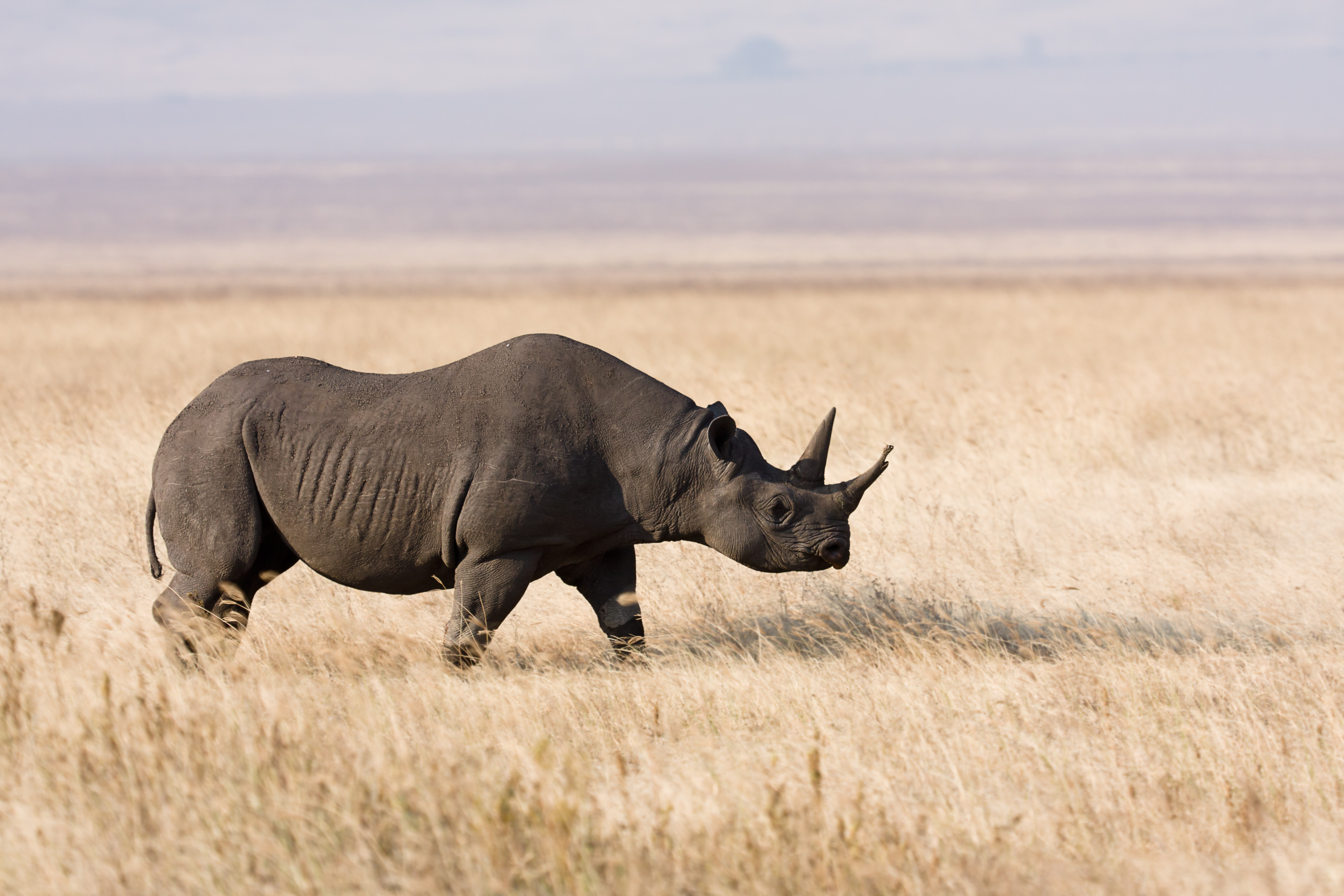
Noshörning i Ngorongoro